# قلاله تپه (قلعه تپه)
قلاله تپه (قلعه تپه) مربوط به دوران پیش از تاریخ ایران باستان است و در شهرستان آق قلا، ۲۰۰ متری جنوب شرقی پل قربان آباد واقع شده و این اثر در تاریخ ۱۰ خرداد ۱۳۸۲ با شمارهٔ ثبت ۸۸۳۱ به‌عنوان یکی از آثار ملی ایران به ثبت رسیده‌است.